# Keisuke Oyama
Keisuke Oyama (大山 啓輔 Oyama Keisuke?, Saitama, 7 de mayo de 1995) es un futbolista japonés que juega como centrocampista en el Zweigen Kanazawa.

## Trayectoria

### Clubes
| Club                      | País  | Año       |
| ------------------------- | ----- | --------- |
| Omiya Ardija              | Japón | 2014-2023 |
| J. League sub-22 (cedido) | Japón | 2014-2015 |
| Zweigen Kanazawa          | Japón | 2024-     |